# Кулеметник

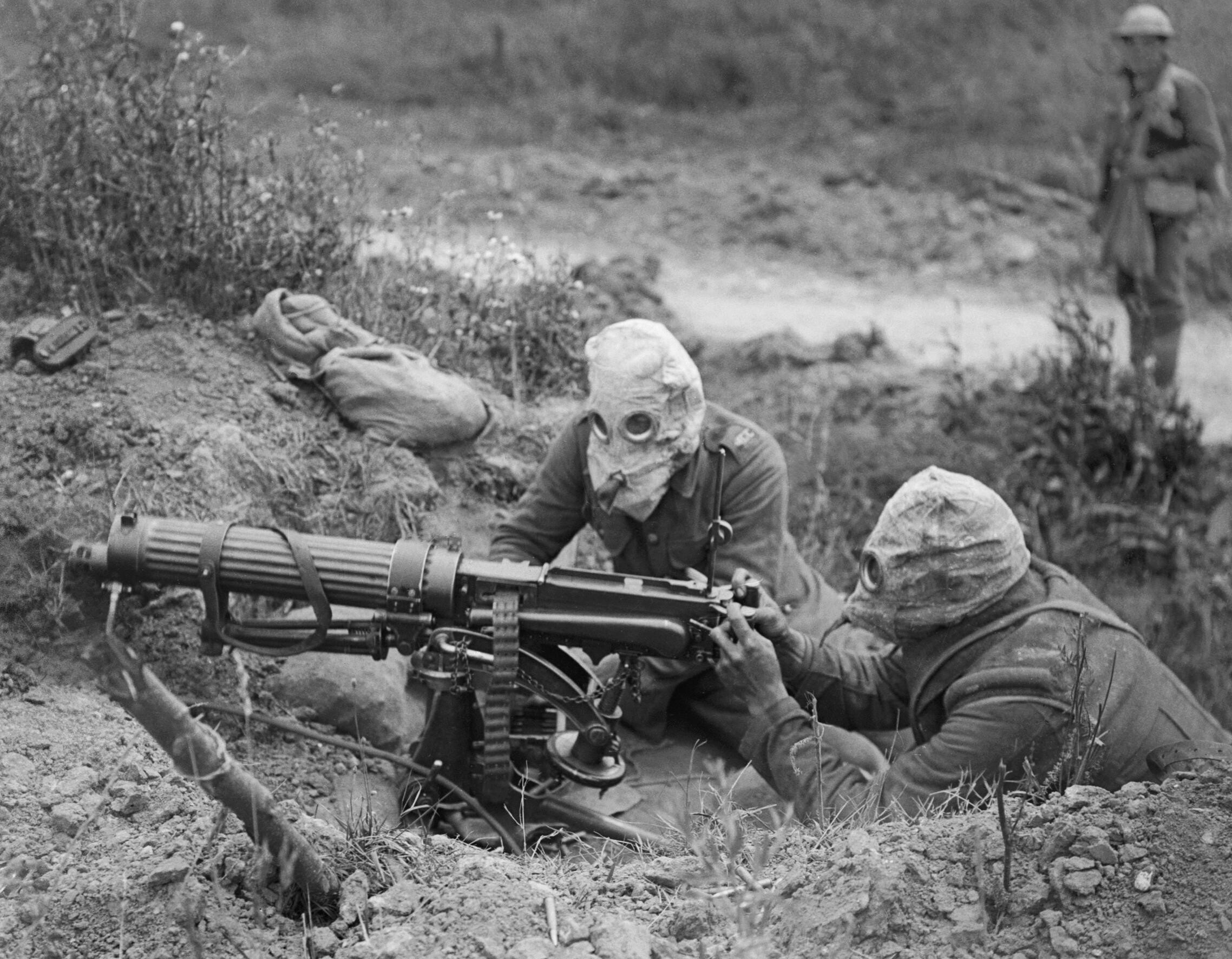
Британська кулеметна обслуга станкового кулемета Vickers .303 веде вогонь у протигазових масках під час битви на Соммі. Перша світова війна. 1916

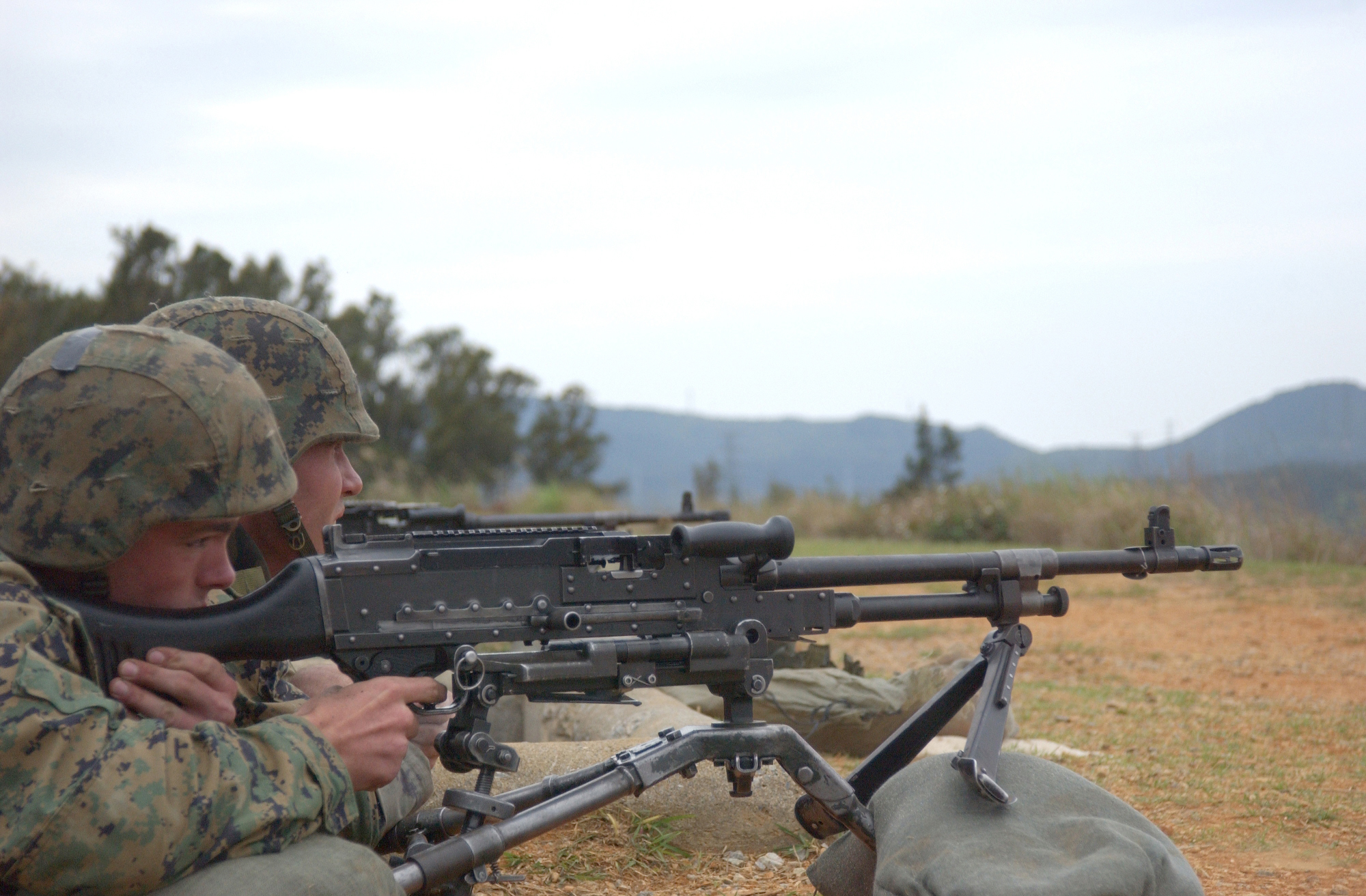
Кулеметна обслуга Корпусу морської піхоти США

Кулеме́тник — військовослужбовець у групах, секціях, обслугах та відділеннях піхотних, механізованих, мотострілецьких, мотопіхотних, повітряно-десантних, аеромобільних, розвідувальних, зенітних та інших родів військ підрозділах, який здійснює вогневу підтримку особового складу з кулеметів, як наземних, так і встановлених на бойовій техніці, повітряних та морських (річкових) кораблях.